# 皮德希爾內 (瓦西里夫卡區)
47°26′9″N 35°21′51″E / 47.43583°N 35.36417°E
皮德希爾内（烏克蘭語：Підгірне）是位於烏克蘭東南部的村莊，由扎波羅熱州瓦西里夫卡區的瓦西里夫卡市鎮負責管轄。該村始建於1786年，面積53.6平方公里，海拔高度30米，2001年人口925，人口密度每平方公里17.2人。